# Лаленгмавиа
Лаленгмавиа Ралте (англ. Lalengmawia Ralte; род. 17 октября 2000, Аиджал) — индийский футболист, полузащитник клуба «Мумбаи Сити» и национальной сборной Индии. Более известен под своим прозвищем Апуя.

## Биография
Лаленгмавиа родился в Аиджале, Мизорам. Его отец работает мясником. Его родители всегда поддерживали его страсть к футболу и всегда были рядом с ним. В 2015 году его родители попросили его пропустить чемпионат мира среди юношей до 17 лет 2017 года, который проходил в Мизораме, и сосредоточиться на экзаменах в школе, но он всё таки выступил на турнире.

## Карьера

### Начало карьеры
Лаленгмавиа начал играть в футбол в возрасте 6 лет. Его первый большой прорыв наступил, когда он со своей школьной командой участвовал в Кубке Суброто до 14 лет, международном межшкольном футбольном турнире, который ежегодно проводится в Нью-Дели. Он провел пару лет в футбольной  академии Регионального центра спортивной подготовки  в Колашибе. В январе 2016 года он отправился на просмотр в сборную на чемпионат мира 2017 года среди юношей до 17 лет, которые проходили в Мизораме, и таким образом поступил в футбольную академию Всеиндийской футбольной федерации в Гоа.

### «Индиан Эрроус»
В ноябре 2017 года игрок был присоединился к «Индиан Эрроус», команду, принадлежащую Всеиндийской футбольной федерации, которая будет состоять из игроков Индии в возрасте до 20 лет, чтобы дать им игровое время. Он дебютировал за команду 23 февраля 2018 года в матче против клуба «Айзавл», выйдя в стартовом составе и отыграв весь матч, однако «Индиан Эрроус» проиграли со счетом 3:0. В своем дебютном сезоне футболист провел три матча, в том числе один в Суперкубке Индии 2018. 13 января 2019 года Лаленгмавиа забил свой первый гол за клуб в матче против «Шиллонг Лайонг», одержав решительную победу победу со счетом 3:0. Он принял участие в 11 матчах в сезоне Ай-Лиги 2018-19 годов, а также один раз в Суперкубке Индии 2019 года. Игрок хорошо себя показывал каждый раз, выходя на поле.

### «Норт-Ист Юнайтед»
В мае 2019 года Апуя перешёл в «Норт-Ист Юнайтед». 18 декабря 2019 года он дебютировал на профессиональном уровне за клуб в 9-м матче Индийской Суперлиги сезона 2019-20 против «Бенгалуру», проиграв со счетом 2:0. Вскоре игрок стал чаще появляться в стартовом составе команды.
Сезон Индийской Суперлиги 2019-20 годов стал для клуба не очень удачным, поскольку они заняли предпоследнее место в таблице. Апуя, однако, была одним из немногих ярких пятен в составе клуба. Он контролировал центр поля, дергал за ниточки и управлял игрой как профессиональный игрок с гениальным пониманием игры. Он произвел на многих впечатление своей точностью паса, креативностью и выносливостью в центре поля. 5 августа 2020 года «Норт-Ист Юнайтед» продлил контракты с 5 индийскими игроками, в том числе с Апуей. 30 ноября 2020 года он впервые стал капитаном «Норт-Ист Юнайтед» в матче против «Гоа», что сделало его самым молодым игроком, возглавившим команду в Индийской Суперлиге, в возрасте 20 лет и 44 дней.
В сезоне 2020/21 годов у Апуи и его клуба был прорывной сезон. Они заняли третье место в лиги, и вышли в плей-офф турнира во второй раз в своей истории. 26 февраля 2021 года ему наконец удалось забить свой первый гол за клуб в последней игре лиги против «Керала Бластерс» со счетом 2:0. 13 марта 2021 года его замечательная игра не осталась незамеченной и он получил звание лучшего молодого игрока Индийской Суперлиги. Также выиграл награду лучшего молодого игрока Ассоциации футболистов Индии 31 марта 2021 года.

### «Мумбаи Сити»
В августе 2021 года Апуя присоединился к «Мумбаи Сити» по пятилетнему контракту за рекордную плату за трансфер в размере 280 тысяч евро. Дебют игрока за новый клуб состоялся 22 октября 2021 года в матче против «Гоа». Футболист сказал, что «Мумбаи Сити» хороший клуб для скачка его футбольной карьеры, а также о том, что мечтает попробовать свои силы в европейском футболе. В преддверии старта Лиги чемпионов АФК 2022 года клуб отправился на сборы в Абу-Даби, где в товарищеском матче обыграли эмиратский «Аль-Айн» со счетом 2:1, в котором Апуя забил гол. Дебютировал в Лиге чемпионов АФК 8 апреля 2022 года против «Аш-Шабаба». Сыграл на турине во всех 6 матчах группового раунда, однако заняли с командой 3 место в турнирной таблице и выбыли с турнира.
В сентябре 2022 года отправился на двухнедельную тренировку в бельгийский клуб «Ломмел». Первый матч сыграл 18 сентября 2022 года против «Бенгалуру» в финале Кубка Дюрана, где футболист отличился голом и стал серебряным призёром турнира. Первый матч в Индийской суперлиге 9 октября 2022 года против клуба «Хайдарабад». Свой дебютный гол за клуб забил 17 ноября 2022 года в матче против клуба «Бенгалуру». В матче 16 декабря 2022 года против клуба «Ист Бенгал» футболист забил свой первый дубль.

## Международная карьера
2 марта 2021 года игрок был отправился на сборы национальной сборной из 35 человек в преддверии товарищеских матчей сборной Индии против Омана и ОАЭ. 25 марта 2021 года он дебютировал за сборную в матче против Омана, выйдя на замену в перерыве.
В 2021 году выиграл со сборной Кубок Футбольной Федерации Южной Азии, проходивший на Мальдивах, разгромив в финале сборную Непала со счётом 3:0.

## Достижения
Сборная
 Индия
- Обладатель Кубка Футбольной Федерации Южной Азии 2021